# Pyralinae
Sous-famille
Synonymes
- Aglossinae[1]
- Asopiinae[1]
- Cledeobiinae[1]
- Homalochroinae[1]
- Hypotiinae[1]

Les Pyralinae sont une sous-famille d'insectes de l'ordre des lépidoptères (papillons) de la famille des Pyralidae.

## Liste des tribus et genres rencontrés en Europe
Selon Fauna Europaea (22 aout 2014)
- tribu des Endotrichini
  - Endotricha Zeller, 1847
- tribu des Hypotiini
  - Arsenaria Ragonot, 1891
  - Hypotia Zeller, 1847 (= Macroctenia Hampson, 1900) (= Mnesixena Meyrick, 1890)
- tribu des Pyralini
  - Aglossa Latreille, 1796
  - Bostra Walker, 1863
  - Hypsopygia Hübner, 1825 (= Ocrasa Walker, 1866) avec Hypsopygia costalis
  - Loryma Walker, 1859
  - Maradana  Moore, 1884
  - Pyralestes Turati, 1922
  - Pyralis Linnaeus, 1758
  - Scotomera Butler, 1881
  - Stemmatophora Guénée, 1854
  - Synaphe Hübner, 1825
  - Tretopteryx Ragonot, 1891

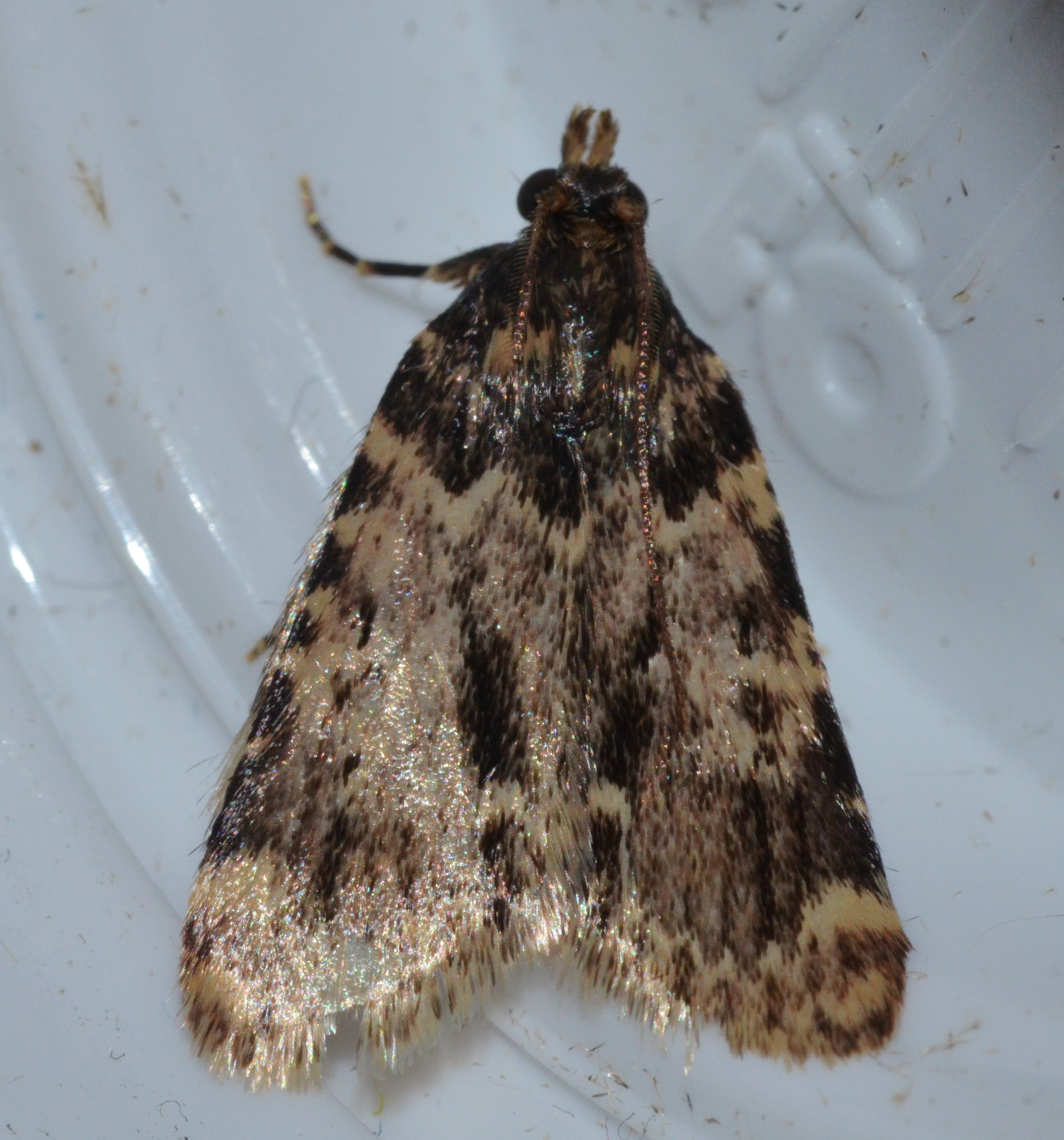
L'aglosse cuivrée.
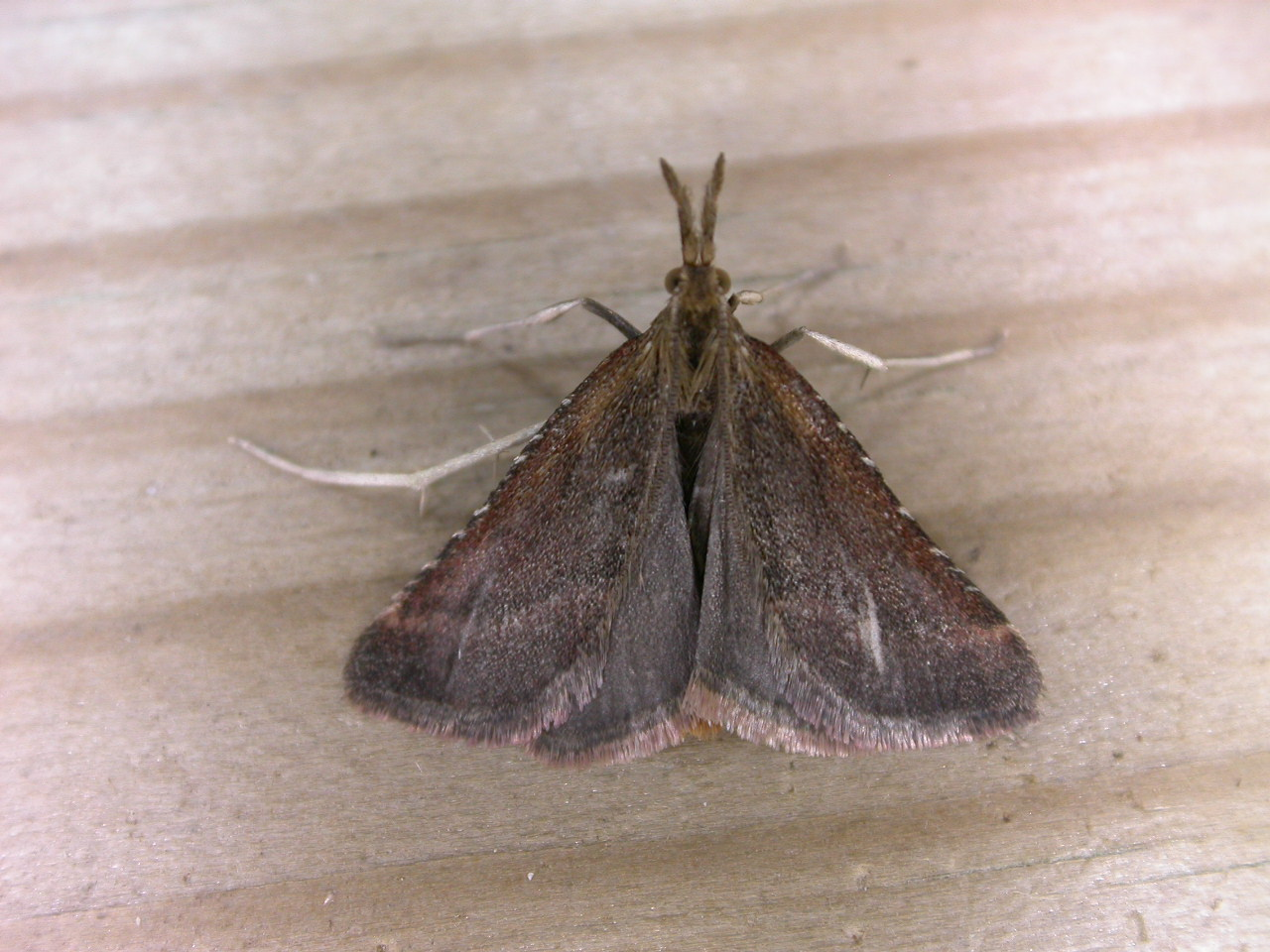
Synaphe punctalis.